# Јужни Кордофан
Јужни Кордофан (арап. جنوب كردفان) је један од вилајета Судана. Налази се на крајњем југу државе на граници са Јужним Суданом. Захвата површиину од око 160.000 км², на којој живи приближно 1.200.000 становника према проценама из 2006. године. Главни град вилајета је Кадукли. Статус Јужног Кордофана је тренутно непознат, будући да у једном делу живи већина становника која подржава Јужни Судан. Округ на западу вилајета — Абјеј је демилитаризована зона и посебна административна јединица.